# Erenik
Erenik (serb. Ереник) – rzeka w Kosowie, prawy dopływ Białego Drinu.
Źródła Erenika znajdują się w pobliżu granicy albańskiej, koło góry Đaravica (2656 m). Długość rzeki wynosi 51 km, powierzchnia dorzecza 516 km².